# Bitwa o Tarakan (1942)
Bitwa o Tarakan – bitwa stoczona w dniach 11–12 stycznia 1942 roku pomiędzy wojskami holenderskimi a japońskimi na wyspie Tarakan podczas kampanii w Holenderskich Indiach Wschodnich w czasie wojny na Pacyfiku. 
Chociaż Tarakan był jedynie małą, bagnistą wyspą znajdującą się w północno-wschodniej części wyspy Borneo w Holenderskich Indiach Wschodnich, to występowanie na tej wyspie 700 szybów naftowych, rafinerii oraz lotniska, były jednym z głównym celów Japonii w wojnie na Pacyfiku. Interesujące jest to, że jeden dzień wcześniej Japonia wypowiedziała wojnę Holandii (10 stycznia 1942), chociaż działania zbrojne miały miejsce w otaczającym tę wyspę terenie przez miesiąc, bowiem holenderska królowa Wilhelmina wypowiedziała wojnę Japonii 8 grudnia 1941 roku.

## Geografia
Tarakan jest wyspą o kształcie trójkąta oddaloną 4 km od wybrzeża wyspy Borneo. Długość wyspy od północnego do południowego krańca wynosi w przybliżeniu 24 km, zaś szerokość w północnej części 18 km. 800 m na zachód od Tarakanu znajduje się mała wyspa Sadau. Właściwie całe wybrzeże wyspy jest bagniste, a w 1945 roku namorzyny w północnej części Tarakanu rozciągały się na długości od 1,6 km do 3,2 km w głąb lądu. Namorzyny w południowej części wyspy były jednak węższe. W głębi lądu, dalej od bagien, środkowa część Tarakanu składała się ze stromych i gęsto porośniętych wzgórz o wysokości powyżej zaledwie 30 m. Tarakan jest położony trzy stopnie na północ od równika i posiada klimat zwrotnikowy. Maksymalna temperatura przez większość dni podczas roku wynosi 26-27 °C, a wilgotność względna jest stale na wysokim poziomie (ok. 90%).
W 1945 roku Tarakan był największym miastem na wyspie. Miasto to znajdowało się 1800 m w głąb wyspy i było oddzielone od południowo-zachodniego wybrzeża przez wiele małych, słabo porośniętych wzgórz. Cztery przystanie używane do dokowania zbiornikowców były zlokalizowane na tym wybrzeżu. Z nich do Tarakanu prowadziły trzy drogi lądowe. Lotnisko na Tarakanie znajdowało się 1,6 km na północny zachód od miasta Tarakan. Z dwóch pól naftowych na wyspie, pole naftowe Sesanip położone było na północno-wschodnim krańcu lotniska, podczas gdy większe pole naftowe Djoeata lub Juata zlokalizowane było 4,8 km na północy. Wioska Djoeata znajdowała się na północno-zachodnim wybrzeżu Tarakanu i była połączona drogą lądową z polem naftowym o tej samej nazwie.

## Japońskie lądowanie
10 stycznia 1942 roku holenderska łódź latająca Dornier Do 24 wykryła zbliżającą się japońską flotę inwazyjną i wiedząc, że szanse wygrania bitwy są bardzo małe, holenderski dowódca rozkazał zniszczyć wszystkie szyby ropy naftowej na wyspie. 
Japońskie oddziały Prawego Skrzydła Jednostki z Ugrupowania Sakaguchi wylądowały na wschodnim brzegu wyspy o północy 11 stycznia 1942 roku wspierane przez 2. Specjalny Morski Oddział Desantowy Kure. Po stawieniu krótkiego, ale zaciekłego oporu, garnizon KNIL skapitulował rankiem 12 stycznia. Wszyscy jeńcy wojenni zostali później utopieni przez Japończyków za zniszczenie instalacji do wydobywania ropy naftowej, co później zostało także powtórzone w Balikpapan.
W nocy 11 stycznia, zanim Japończycy całkowicie zablokowali Tarakan, holenderski okręt podwodny K-X, patrolowiec P-1 i cywilna motorówka „Aida” uciekły z wyspy. Holenderski stawiacz min Hr.Ms. „Prins van Oranje” próbował także uciec, ale został zatopiony przez japoński niszczyciel „Yamakaze” (d-ca komandor porucznik Shuichi Hamanaka) i patrolowiec P-38.
Tarakan pozostawał pod okupacją japońską do maja 1945 roku, kiedy został wyzwolony przez australijskich żołnierzy w bitwie o Tarakan.